# Герб Вятскополянского района
Герб муниципального образования «Вятскополянский район» — опознавательно-правовой знак, составленный и употребляемый в соответствии с правилами геральдики, служащий символом муниципального района «Вятскополянский район» Кировской области Российской Федерации.

## Описание герба
Описание герба:
В лазоревом (синем, голубом) поле две положенные в косой крест золотые цветущие ветви яблони с зелёными листьями, сопровождаемые четырьмя золотыми же яблоками (одно, два, одно), в оконечности золотая стерлядь.

## Обоснование символики
Обоснование символики герба:
Герб языком символов и аллегорий передает исторические, социально-экономические и природные особенности Вятскополянского района.
Лазоревый цвет щита аллегорически указывает на основную водную артерию вятского края – реку Вятку, в низовьях которой расположен Вятскополянский район. Выгодное географическое положение территории, находившейся на большом торговом пути из Вятки в Волгу, способствовало в XVIII веке развитию в этих местах торговли, промыслов, сельского хозяйства, а позднее судоходства и промышленности. Золотая стерлядь — символ рыбных богатств низовий Вятки. Лазоревый цвет олицетворяет справедливость, красоту, благородство, любовь к родине.

Вятскополянский район — самый южный район Кировской области. Он традиционно славится своими садами. Эта особенность нашла отражение в гербе. Цветущие ветви яблони — символ весны, процветания, благодетели, символ возрождения и надежды на будущее. Кроме того, золотые ветви яблони и яблоки означают и развитое сельское хозяйство района. Золото символизирует богатство, великодушие, мудрость, щедрость. Зелёный цвет — символ изобилия, честь и стремление к победе.

## История создания
- 31 августа 2011 — герб района утверждён решением Вятскополянской районной Думы[2].
- Герб Вятскополянского района включён в Государственный геральдический регистр Российской Федерации под № 6947[3].